# Hemsöleden
Hemsöleden är en allmän färjeled mellan Hemsö och fastlandet i Härnösands kommun.
I samband med att leden fick sin första motordrivna färja, Sannasundet, 1936 flyttades färjelägena på grund av isförhållandena till sina nuvarande platser, Strinningen på fastlandet och Sanna på Hemsö. Under 2012 byggdes leden om till linfärja. 